# Роузбад (Техас)
Роузбад (англ. Rosebud) — місто (англ. city) в США, в окрузі Фоллз штату Техас. Населення — 1296 осіб (2020).

## Географія
Роузбад розташований за координатами 31°4′31″ пн. ш. 96°58′32″ зх. д. / 31.07528° пн. ш. 96.97556° зх. д. (31.075252, -96.975526).  За даними Бюро перепису населення США в 2010 році місто мало площу 2,03 км², з яких 2,03 км² — суходіл та 0,00 км² — водойми.

## Демографія
Згідно з переписом 2010 року, у місті мешкало 1412 осіб у 548 домогосподарствах у складі 353 родин. Густота населення становила 695 осіб/км².  Було 684 помешкання (337/км²).
Расовий склад населення:
| - 66,8 % — білих - 17,8 % — чорних або афроамериканців - 0,2 % — корінних американців - 0,1 % — вихідців з тихоокеанських островів - 0,1 % — азіатів - 11,7 % — осіб інших рас |

До двох чи більше рас належало 3,4 %. Частка іспаномовних становила 29,2 % від усіх жителів.
За віковим діапазоном населення розподілялося таким чином: 24,1 % — особи молодші 18 років, 55,6 % — особи у віці 18—64 років, 20,3 % — особи у віці 65 років та старші. Медіана віку мешканця становила 42,1 року. На 100 осіб жіночої статі у місті припадало 93,2 чоловіків;  на 100 жінок у віці від 18 років та старших — 91,8 чоловіків також старших 18 років.
Середній дохід на одне домашнє господарство  становив 43 758 доларів США (медіана — 32 250), а середній дохід на одну сім'ю — 50 155 доларів (медіана — 38 977). Медіана доходів становила 23 750 доларів для чоловіків та 27 216 доларів для жінок. За межею бідності перебувало 32,3 % осіб, у тому числі 50,6 % дітей у віці до 18 років та 18,2 % осіб у віці 65 років та старших.
Цивільне працевлаштоване населення становило 552 особи. Основні галузі зайнятості: освіта, охорона здоров'я та соціальна допомога — 31,0 %, виробництво — 11,2 %, роздрібна торгівля — 9,4 %, сільське господарство, лісництво, риболовля — 8,2 %.